# Alserio
Alserio är en ort och kommun i provinsen Como i regionen Lombardiet i Italien. Kommunen hade 1 265 invånare (2018).